# Новоросијска губернија
Новоросијска губернија је била губернија Руске Империје између 1764. и 1802. године. Обухватала је подручје данашње јужне Украјине, а пред крај свог постојања и полуострво Крим. Управни центар губерније је био Кременчуг. Пре формирања Новоросијске губерније, на овом подручју су постојали Козачки Хетманат, Нова Србија и Славеносрбија. Губернија је укинута 1802. године и уместо ње су формиране Николајевска и Тауридска губернија, као и Јекатеринославско намесништво.